# SN 2008hj
SN 2008hj – supernowa typu Ia odkryta 20 listopada 2008 roku w galaktyce M-02-01-14. W momencie odkrycia miała maksymalną jasność 17,20m.